# John Nelson (Jurist)

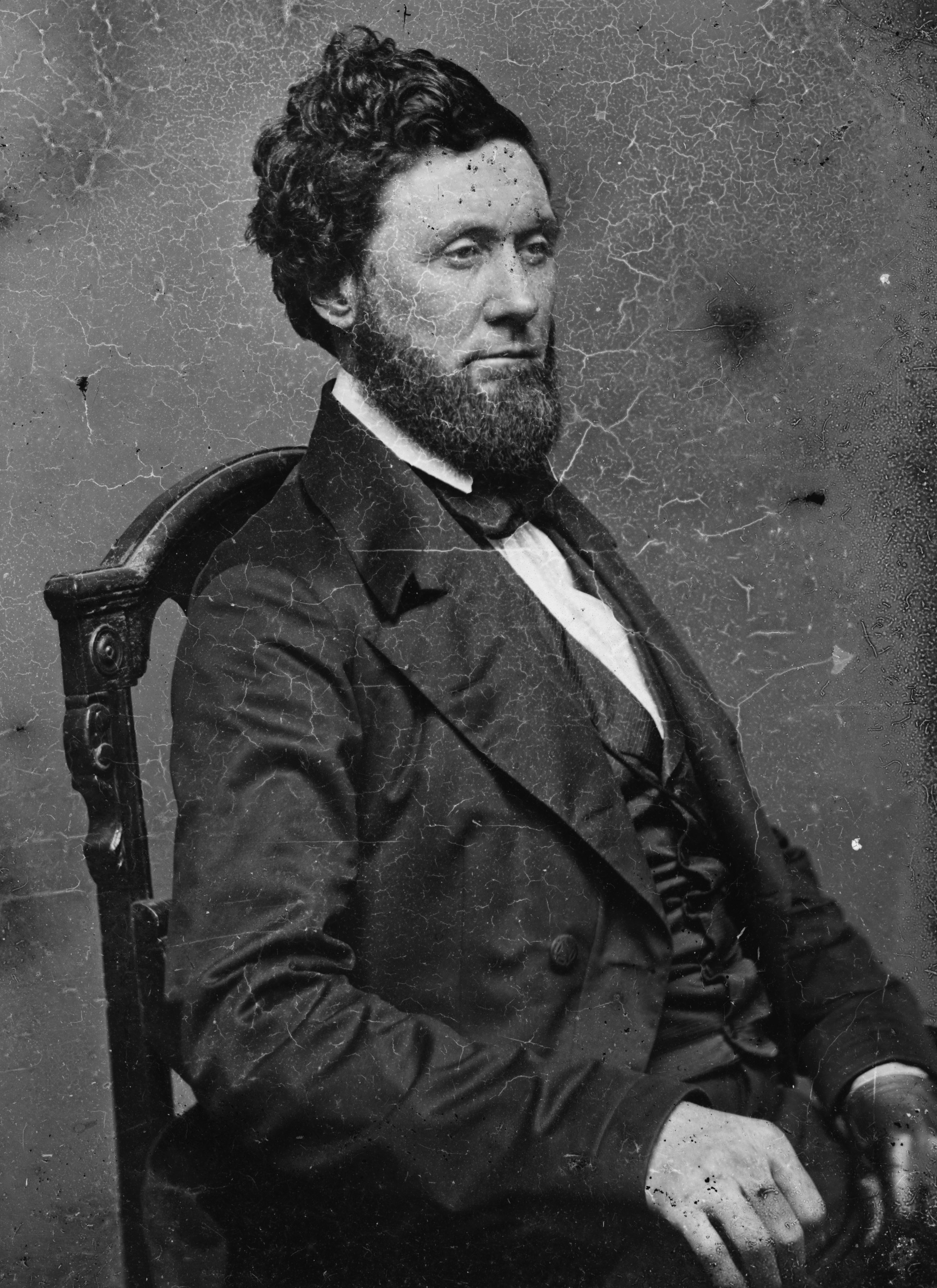
John Nelson

John Nelson (* 1. Juni 1791 in Frederick, Maryland; † 8. Januar 1860 in Baltimore, Maryland) war ein US-amerikanischer Jurist, Diplomat und Politiker, der dem Kabinett von US-Präsident John Tyler als Justizminister angehörte.

## Studium und berufliche Laufbahn
Der Sohn des späteren Kongressabgeordneten Roger Nelson absolvierte zunächst ein allgemein bildendes Studium am College of William & Mary, das er 1811 mit einem Bachelor of Arts (B.A.) beendete. Nach einem anschließenden Studium der Rechtswissenschaften wurde er 1813 als Rechtsanwalt in Frederick zugelassen. Zwischen 1823 und 1825 absolvierte er ein weiteres Studium an der Princeton University, wo er 1825 einen Master of Arts (M.A.) erwarb.
Nach seinem Ausscheiden aus der Regierung war er Rechtsanwalt in Baltimore.

## Politische Laufbahn
Nelson begann seine politische Laufbahn am 4. März 1821 mit der Wahl ins Repräsentantenhaus der Vereinigten Staaten. Dort vertrat er für eine Wahlperiode bis zum 3. März 1823 als Abgeordneter der Demokratisch-Republikanischen Partei die Interessen des vierten Kongresswahlbezirks von Maryland. 1823 verzichtete er auf eine erneute Kandidatur.
Vom 24. Oktober 1831 bis zum 15. Oktober 1832 war er der erste amerikanische Geschäftsträger (Chargé d‘Affaires) im Königreich beider Sizilien.
Am 1. Juli 1843 berief ihn Präsident John Tyler als Justizminister (Attorney General) in sein Kabinett; zwischenzeitlich war er den Whigs beigetreten. Dieses Amt übte Nelson bis zum Ende von Tylers Präsidentschaft am 4. März 1845 aus. Nach dem plötzlichen Tod des Außenministers Abel P. Upshur am 28. Februar 1844 übernahm er für einen Monat interimistisch auch dessen Aufgaben, ehe mit John C. Calhoun ein offizieller Nachfolger gefunden wurde.